# Conte Attlee
Conte Attlee è un titolo nobiliare inglese nella Parìa del Regno Unito.

## Storia
Il titolo venne creato nel 1955 per il Clement Attlee, primo ministro laburista. Nel contempo venne creato anche Visconte Prestwood, di Walthamstow nella contea di Essex.
Attualmente i titoli sono passati a suo nipote, il III conte, che è succeduto al padre nel 1991. Questi è uno dei pari che ancora siedono alla Camera dei Lords dopo il House of Lords Act 1999. Al contrario del padre e del nonno, l'attuale lord Attlee è membro del partito conservatore.

## Conti Attlee (1955)
- Clement Richard Attlee, I conte Attlee (1883–1967)
- Martin Richard Attlee, II conte Attlee (1927–1991)
- John Richard Attlee, III conte Attlee (n. 1956)

Non vi sono attualmente eredi alla contea.